# Бортник Федір Каленикович
Фе́дір Кали́никович Бо́ртник (1911, місто Радивилів, Рівненської обл. — 2002, там само) — краєзнавець, політичний в'язень.
Збирав і публікував матеріали про різних особистостей, причетних до історії Радивилова — письменників Модеста Левицького і Юрія Горліса-Горського, лікаря-просвітника Петра Шепченка, священика Іоанна Петровського, воєначальника армії УНР Максима Борового, винахідника-бджоляра Лянкова, а ще друкував у різних виданнях спогади про пережите в 30 — 50-і роки, про знайомих та друзів, які стали жертвами політичних репресій.

## Біографія
Народився 1911 року в Радивилові. Батько керував цегельнею князя Урусова, а також мав власну цегельню, мати шила жіночий одяг. У 1918 — 1919 роках Федір навчався в українській народній школі, потім до 1926 — в польській семирічці. У 1924 році став членом молодіжної організації «Пласт» і перебував у ній, ведучи активну діяльність, до 1928-го, коли та була заборонена польською владою. У 1929 — 1933 роках навчався в гімназії в Бродах. У 1931-му вступив до Організації українських націоналістів.
У бібліотеці Федора з'явилися перші видання творів І. Котляревського, єкатеринославське видання творів T. Шевченка, праці про Україну, видані ще до Першої світової. Усе це було конфісковано й знищено польською поліцією після арешту Бортника у серпні 1937 року в справі Ярослава Старуха (згодом командувач УПА в Закерзонні). Під слідством Федір перебував у Дубенській тюрмі до березня 1939-го. Але 1 вересни його заарештували знову — і відправили у польський концтабір Береза-Картузька. Звідти його звільнили червоноармійці 18 вересня 1939 р. Повернувшись додому, завідував 4-класною школою в селі Сестрятині. Бортником зацікавилися енкаведисти, і з 24 грудня 1939 року він опинився на довгій дорозі страждань по тюрмах і таборах Радянського Союзу як «социально опасный элемент» (Дубно, Київ — Лук'янівка, Миколаїв, Старобєльськ, Красноярськ, Норільськ).
Строк ув'язнення закінчився 24 грудня 1947-го.

## Краєзнавча робота
Його публікації з'явилися в місцевій періодиці, у збірнику «Із криниці печалі», підготовленому обласною редакційно-видавничою колегією з випуску книг серії «Реабілітовані історією», в журналі «Брідщина».
Бортник неодноразово виступав на науково-теоретичних конференціях, присвячених історії краю, його повідомлення увійшли у випущені збірники. Листувався з літераторами, науковцями, діячами української діаспори. Зокрема, про його краєзнавчі інтереси та напрацювання схвально відгукувалися письменник Федір Погребенник, доктор медичних наук Євген Боровий. До останніх днів (а помер він у віці 92 років) не полишав Федір Калиникович і захоплення юності — малярства, писав ікони. Деякі роботи художника експонувалися в Бродах, Радивилові.